# NGC 7072
NGC 7072 (другие обозначения — PGC 66874, ESO 287-31, MCG -7-44-18, IRAS21273-4322) — галактика в созвездии Журавль.
Этот объект входит в число перечисленных в оригинальной редакции «Нового общего каталога».